# East of Angel Town
Albums de Peter Cincotti
On the Moon
(2004) Metropolis
(2012)
East of Angel Town est le troisième album de l'auteur-compositeur-interprète Peter Cincotti, sorti le 24 septembre 2007 en France. L'album ressort en 2009, ajoutant 3 pistes bonus aux 13 précédentes.

## Morceaux
1. Angel Town
2. Goodbye Philadelphia
3. Be Careful
4. Cinderella beautiful
5. Make it out Alive
6. December Boys
7. U B U
8. Another Falling Star
9. Broken Children
10. Man on a Mission
11. Always Watching You
12. Witch's Brew
13. The Country Life
14. Love Is Gone (Titre Bonus sur l'édition spéciale Européenne et sur la nouvelle édition des États-Unis, sortie plus tard en 2009)
15. Come Tomorrow (Titre Bonus de la nouvelle édition des États-Unis en 2009)
16. Feed The Hunger (Titre Bonus de l'édition Itunes)